# Техаський малий
"Техаський малий" (англ. The Texas Kid) - вестерн 1943 року режисера Ламберта Гілльйєра. Це п'ята стрічка із серії фільмів про маршала "Неваду" Джека МакКензі. В фільмі знялись Джонні Мак Браун, Реймонд Гаттон, Маршалл Рід, Ширлі Паттерсон та Роберт Фіске.

## У ролях
- Джонні Мак Браун - Джек МакКензі
- Реймонд Гаттон - Сенді Гопкінс
- Маршалл Рід - "Техаський малий" Маклейн
- Ширлі Паттерсон - Ненсі Дрю
- Роберт Фіске - Нейлор
- Едмунд Кобб - Скаллі
- Джордж Дж. Льюїс - вбитий водій
- Сайріл Рінг - Тім Етвуд
- Лінтон Брент - Джесс
- Стенлі Прайс - Ед
- Бад Осборн - Стів
- Керміт Мейнард - Алекс

## Зовнішні посилання
- Техаський малий на сайті IMDb (англ.)